# Jean-Pierre Lafrance
Jean-Pierre Lafrance est un artiste-peintre et sculpteur né en 1943 à Montréal, Québec. Il étudie à l'École des beaux-arts de Montréal en 1959. En 1974, il découvre l'art de la sculpture avec Jordi Bonet. En 1984, il se familiarise avec la gravure à l'Atelier de l'Ile. Une gestuelle spontanée caractérise la peinture de Jean-Pierre Lafrance. À travers l'abstraction de ses tableaux apparaissent certaines structures qui guident le regard vers d'autres lieux plus évocateurs. La sensibilité de l'artiste se réflète dans la luminosité des couleurs et dans la richesse des textures. Ses œuvres captivent les sens et nourrissent l'imaginaire.
À partir de 1982, il expose régulièrement en solo dans des galeries et musées du Canada, des États-Unis et du Mexique.

## Citation
« Je ne décide jamais à l’avance à quoi ressembleront mes toiles. Je travaille spontanément et le résultat est donc la conséquence de mon état d’esprit du moment. »

## Expositions de Jean-Pierre Lafrance
- 2010 Galerie Michel-Ange, Montréal, Québec, Canada (solo)
Thème de l'exposition : L'Identité (en photo)
- 2010 Thompson-Landry Gallery, Toronto, Ontario, Canada (solo) Thème de l'exposition : Identity et Unreal Reality (www.thompsonlandry.com/artists/a_lafrance.html#02)
- 2003 Musée d'art de Mont-Saint-Hilaire (solo)
- 2002 Galerie Michel-Ange, Montréal (duo)
- 2000 Oxford Gallery, Rochester, NY, États-Unis (solo)
- 2000 Galerie Michel-Ange, Montréal (solo)
- 1999 Galerie Michel-Ange, Montréal (solo)
- 1999 Toronto 2000 International Art Fair, Convention Center, Ontario
- 1999 Oxford Art Gallery, Rochester, NY
- 1996 Galerie Michel-Ange, Montréal, Québec, Canada
- 1996 Guadalajara, Mexique
- 1995 Guadalajara, Mexique
- 1995 Praxis Galleria, Mexico, Mexique
- 1995 Galleria Uno, Puerto Vallarta, Mexique
- 1995 Oxford Gallery, Monterry
- 1994 Maison des Arts de Laval, Salle Alfred Pellan, Québec, Canada (solo)
- 1994 Centre d’exposition Val d’Or, Abitibi, Québec, Canada (solo)
- 1992 Galerie 13, Soho, NY, États-Unis (solo)
- 1992 Micheal Ayzenberg Gallery, LA, Californie (solo)
- 1991 Galerie Michel-Ange, Montréal, Québec, Canada (solo)
- 1990 Oxford Gallery, Rochester, NY, États-Unis (solo)
- 1989 Galerie Michel-Ange, Montréal, Québec, Canada (solo)
- 1988 Galerie Point Rouge, Montréal, Québec, Canada (solo)
- 1986 Auberge des Gouverneurs (Ministry of Cultural Affairs) Québec (solo)
- 1985 Cultural Center of Amos, Québec, Canada (solo)
- 1985 Galerie les 2 B, Montréal, Québec, Canada (solo)
- 1985 Vanier center, Châteauguay, Québec, Canada (solo)
- 1985 Val d’Or Cultural center, Abitibi, Québec, Canada (solo)
- 1985 Rouyn-Noranda Exhibition center, Abitibi, Québec, Canada (solo)
- 1982 Cultural center of Amos, Québec, Canada (solo)
- 1982 Yahouda Meir Studio, Montréal, Québec, Canada (solo)